# Palaeorhiza perkinsi
Palaeorhiza perkinsi là một loài Hymenoptera trong họ Colletidae. Loài này được Cockerell mô tả khoa học năm 1910.